# Pseudalosterna curtelineata
Pseudalosterna curtelineata är en skalbaggsart som först beskrevs av Maurice Pic 1927.  Pseudalosterna curtelineata ingår i släktet Pseudalosterna och familjen långhorningar. Inga underarter finns listade i Catalogue of Life.